# Stafford County (Kansas)
Stafford County ist ein County im Bundesstaat Kansas der Vereinigten Staaten. Das U.S. Census Bureau hat bei der Volkszählung 2020 eine Einwohnerzahl von 4072 ermittelt.
Der Verwaltungssitz (County Seat) ist St. John. Das County gehört zu den Dry Countys, was bedeutet, dass der Verkauf von Alkohol eingeschränkt oder verboten ist.

## Geographie
Das County liegt etwas südlich des geographischen Zentrums von Kansas und hat eine Fläche von 2058 Quadratkilometern, wovon sieben Quadratkilometer Wasserfläche sind. Es grenzt im Uhrzeigersinn an folgende Countys: Barton County, Rice County, Reno County, Pratt County, Edwards County und Pawnee County.

## Geschichte
Stafford County wurde 1873 gebildet. Benannt wurde es nach Lewis Stafford, Captain der e-Kompanie der 1. Kansas Infanterie im Amerikanischen Bürgerkrieg.
8 Bauwerke und Stätten des Countys sind im National Register of Historic Places eingetragen (Stand 30. August 2017).

## Demografische Daten

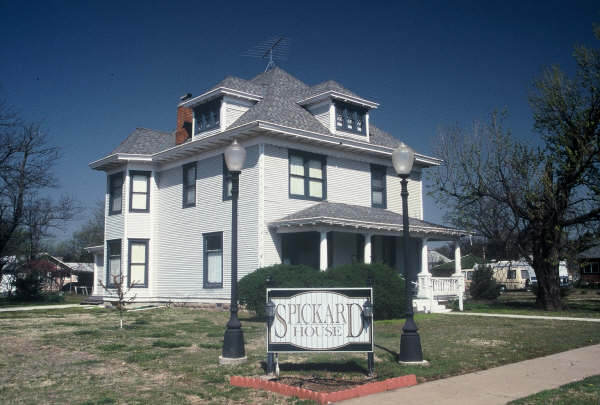
Spickard House, gelistet im NRHP

Nach der Volkszählung im Jahr 2000 lebten im Stafford County 4789 Menschen in 2010 Haushalten und 1294 Familien im Stafford County. Die Bevölkerungsdichte betrug 2 Einwohner pro Quadratkilometer. Ethnisch betrachtet setzte sich die Bevölkerung zusammen aus 94,97 Prozent Weißen, 0,15 Prozent Afroamerikanern, 0,38 Prozent amerikanischen Ureinwohnern, 0,13 Prozent Asiaten und 2,97 Prozent aus anderen ethnischen Gruppen; 1,42 Prozent stammten von zwei oder mehr Ethnien ab. 5,41 Prozent der Bevölkerung waren spanischer oder lateinamerikanischer Abstammung.
Von den 2010 Haushalten hatten 29,9 Prozent Kinder unter 18 Jahren, die mit ihnen gemeinsam lebten. 55,9 Prozent waren verheiratete, zusammenlebende Paare, 5,9 Prozent waren allein erziehende Mütter und 35,6 Prozent waren keine Familien. 33,0 Prozent aller Haushalte waren Singlehaushalte und in 17,2 Prozent lebten Menschen mit 65 Jahren oder darüber. Die Durchschnittshaushaltsgröße betrug 2,34 und die durchschnittliche Familiengröße betrug 2,99 Personen.
26,3 Prozent der Bevölkerung waren unter 18 Jahre alt. 5,4 Prozent zwischen 18 und 24 Jahre, 24,6 Prozent zwischen 25 und 44 Jahre, 22,5 Prozent zwischen 45 und 64 Jahre und 21,2 Prozent waren 65 Jahre alt oder älter. Das Durchschnittsalter betrug 41 Jahre. Auf 100 weibliche Personen kamen 95,2 männliche Personen. Auf 100 erwachsene Frauen ab 18 Jahren kamen 91,4 Männer.
Das jährliche Durchschnittseinkommen eines Haushalts betrug 31.107 USD, das Durchschnittseinkommen einer Familie betrug 38.235 USD. Männer hatten ein Durchschnittseinkommen von 27.328 USD, Frauen 21.063 USD. Das Prokopfeinkommen betrug 16.409 USD. 8,7 Prozent der Familien und 11,8 Prozent der Bevölkerung lebten unterhalb der Armutsgrenze.

## Orte im County
- Dillwyn
- Hudson
- Macksville
- Neola
- Radium
- Saint John
- Seward
- Stafford
- Zenith

Townships
- Albano Township
- Byron Township
- Clear Creek Township
- Cleveland Township
- Douglas Township
- East Cooper Township
- Fairview Township
- Farmington Township
- Hayes Township
- Lincoln Township
- North Seward Township
- Ohio Township
- Putnam Township
- Richland Township
- Rose Valley Township
- South Seward Township
- St. John Township
- Stafford Township
- Union Township
- West Cooper Township
- York Township